# Grupo de Forcados Amadores Académicos de Coimbra
O Grupo de Forcados Amadores Académicos de Coimbra é um grupo de forcados originário de um outro já formado em 1964 na cidade de Coimbra. Desde sempre se encontrou adido à E.S.A.C (Escola Superior Agrária de Coimbra) na altura com o nome de E.R.A ( Escola de Regentes Agrícolas), teve como base estudantes dessa instituição, que envergando a jaqueta do traje de passeio da escola, se apresentaram para pegar os três novilhos da Garraiada da Queima das Fitas em Maio de 1964. 
O grupo sendo inteiramente académico, ainda hoje, embora hoje em dia sejam admitidos todos os estudantes de Coimbra, teve várias e sucessivas trocas de cabo, sendo o primeiro, o Dr. António Montarroio Farinha. 
Foi com este cabo que o grupo esteve mais ativo no panorama taurino nacional, tendo durante alguns anos realizado várias corridas por época, reduzindo mais tarde a sua atividade, continuando a aparecer na Garraiada da Queima das Fitas (extinta em 2018), e esporadicamente numa ou outra novilhada na região do Baixo Mondego, e não só.

## Cabos Influentes
- Engenheiro João Cortesão, um dos cabos que durante mais tempo assumiu a chefia do grupo sendo ainda hoje um dos mentores do mesmo.

- Engenheiro Miguel Monteiro, que sendo de Portalegre, ao vir estudar para Coimbra viu o grupo praticamente inativo e o fez renascer das cinzas com uma afición enorme.

- Engenheiro José Maria Portela, porque numa altura em que parecia que o Grupo estaria para acabar assumiu a sua chefia, e com o apoio incondicional de praticamente a totalidade de todos os forcados, conseguiu que este bastião da afición coimbrã não desaparecesse.

- Jaime Cortesão, que assumiu funções de cabo ainda muito jovem, conseguindo formar um grupo cheio de ilusão, com vontade de crescer e com esperança de voltar a ter uma participação mais ativa na festa taurina por esse país fora, sendo mesmo o cabo que acabaria por estar mais anos este à frente deste Grupo (8 anos).

Logotipo do Grupo de Forcados Amadores Académicos de Coimbra

## Atualidade
Em Abril de 2016, com a mudança de cabo para o Eng. Ricardo R. Marques, um homem proveniente da zona de Coruche e estudante da Escola Agrária de Coimbra, o grupo renasce com nova imagem e novo nome, Grupo de Forcados Amadores Académicos de Coimbra.
As tradições não se perderam, e muito menos o passado foi esquecido, pela sua proveniência do Grupo ligado à Escola Agrária de Coimbra o qual lhe dá origem, fez-se questão em que o Grupo atual continua-se a usar a sua Jaqueta Azul em Portugal e além fronteiras, de forma a vincar e dignificar a sua origem, e a gravata preta, símbolo da ligação a todos os estudantes de Coimbra que a usam de Capa e Batina.
Em 2018 o grupo realizou 14 espetáculos, acabando por pegar um total de 33 toiros, atingindo assim uma das melhores temporadas de sempre da sua história.